# ヴァンセーヌ
ヴァンセーヌ(LE VINCENNES)は、かつて東京都渋谷区にあった料理店である。
1980年、パリのホテル・メリディアンで副料理長を務めていた酒井一之が、「店の一切を任せる」との申し入れを受け、帰国して開店した。酒井は開店時から従業員に米と醤油の使用を禁止し、フランス流の徹底を目指した。当初の顧客は在日フランス人や、酒井のパリ時代の知人などが主体であった。あるとき来店したフランス人にクスクスを食べたいと求められ、材料を取り寄せて供したところ、定番料理として定着し、このころから日本人客も増加していった。日本のクスクスはこの店から広まっていったとも言われる。
また、ヴァンセーヌが開店した時期は70年代にフランスで修業した料理人が帰国して店を持つ事例の多かった時期であった。酒井はこうした料理人らとの横のつながりの拡大にも積極的で、料理人の会「クラブ・デ・トラント」に所属し、事務局長も務めた。1991年11月には名誉会長に磯村尚徳、副会長に周富徳を迎え、毎月会食会を開催する「東京たべたべ会」が発足した。
末期には後にミシュランの星付きシェフとなる松嶋啓介がホール係として働いていた。
1999年、酒井は独立してビストロ「パラザ」を開店し、ヴァンセーヌは閉店した。